# The Staircase - Una morte sospetta
The Staircase - Una morte sospetta (The Staircase) è una miniserie televisiva statunitense creata e scritta da Antonio Campos, basata sull'omonima docuserie del 2004 di Jean-Xavier de Lestrade, che a sua volta analizza il processo a Michael Peterson (Colin Firth), uno scrittore colpevole dell'omicidio di sua moglie Kathleen (Toni Collette), trovata morta sul fondo delle scale della loro abitazione. La miniserie ha debuttato su HBO Max il 5 maggio 2022. In Italia è stata trasmessa su Sky Atlantic dall'8 al 29 giugno 2022.

## Trama
Lo scrittore Michael Peterson viene indagato e rinviato a giudizio per l’omicidio della moglie Kathleen, ritrovata esanime ai piedi delle scale all’interno della villa di famiglia.

## Puntate
| nº | Titolo originale                        | Titolo italiano | Pubblicazione USA | Prima TV Italia |
| -- | --------------------------------------- | --------------- | ----------------- | --------------- |
| 1  | 911                                     | Episodio 1      | 5 maggio 2022     | 8 giugno 2022   |
| 2  | Chiroptera                              | Episodio 2      | 5 maggio 2022     | 8 giugno 2022   |
| 3  | The Great Dissembler                    | Episodio 3      | 5 maggio 2022     | 15 giugno 2022  |
| 4  | Common Sense                            | Episodio 4      | 12 maggio 2022    | 15 giugno 2022  |
| 5  | The Beating Heart                       | Episodio 5      | 19 maggio 2022    | 22 giugno 2022  |
| 6  | Red in Tooth and Claw                   | Episodio 6      | 26 maggio 2022    | 22 giugno 2022  |
| 7  | Seek and Ye Shall                       | Episodio 7      | 2 giugno 2022     | 29 giugno 2022  |
| 8  | America's Sweetheart or: Time Over Time | Episodio 8      | 9 giugno 2022     | 29 giugno 2022  |

## Personaggi e interpreti

### Principali
- Michael Peterson, interpretato da Colin Firth, doppiato da Luca Biagini.
Romanziere che vive a Durham. Le sue finanze e la sua vita personale diventano l’obiettivo delle indagini e del documentario.
- Kathleen Peterson, interpretata da Toni Collette, doppiata da Francesca Fiorentini.
Seconda moglie di Michael e madre di Caitlin.
- David Rudolf, interpretato da Michael Stuhlbarg, doppiato da Franco Mannella.
Avvocato penalista di Michael.
- Clayton Peterson, interpretato da Dane DeHaan, doppiato da Stefano Broccoletti.
Figlio maggiore di Michael dal suo primo matrimonio che ha problemi legali dal passato.
- Caitlin Atwater, interpretata da Olivia DeJonge, doppiata da Martina Tamburello.
Figlia di Kathleen dal suo primo matrimonio.
- Todd Peterson, interpretato da Patrick Schwarzenegger, doppiato da Manuel Meli.
Figlio minore di Michael dal suo primo matrimonio.
- Margaret Ratliff, interpretata da Sophie Turner, doppiata da Rossa Caputo.
Figlia di Michael, adottata dopo la morte dei suoi genitori biologici.
- Martha Ratliff, interpretata da Odessa Young, doppiata da Beatrice Maruffa.
Figlia adottata di Michael.
- Candace Hunt Zamperini, interpretata da Rosemarie DeWitt, doppiata da Franca D'Amato.
Sorella di Kathleen.
- Bill Peterson, interpretato da Tim Guinee, doppiato da Gianni Bersanetti.
Fratello di Michael e avvocato civilista.
- Jean-Xavier de Lestrade, interpretato da Vincent Vermignon, doppiato da Simone Mori.
Regista del documentario originale.
- Freda Black, interpretata da Parker Posey, doppiata da Eleonora De Angelis.
Assistente del procuratore Hardin.
- Sophie Brunet, interpretata da Juliette Binoche, doppiata da Alessandra Korompay.
Montatrice del documentario originale e nuova fidanzata di Michael.

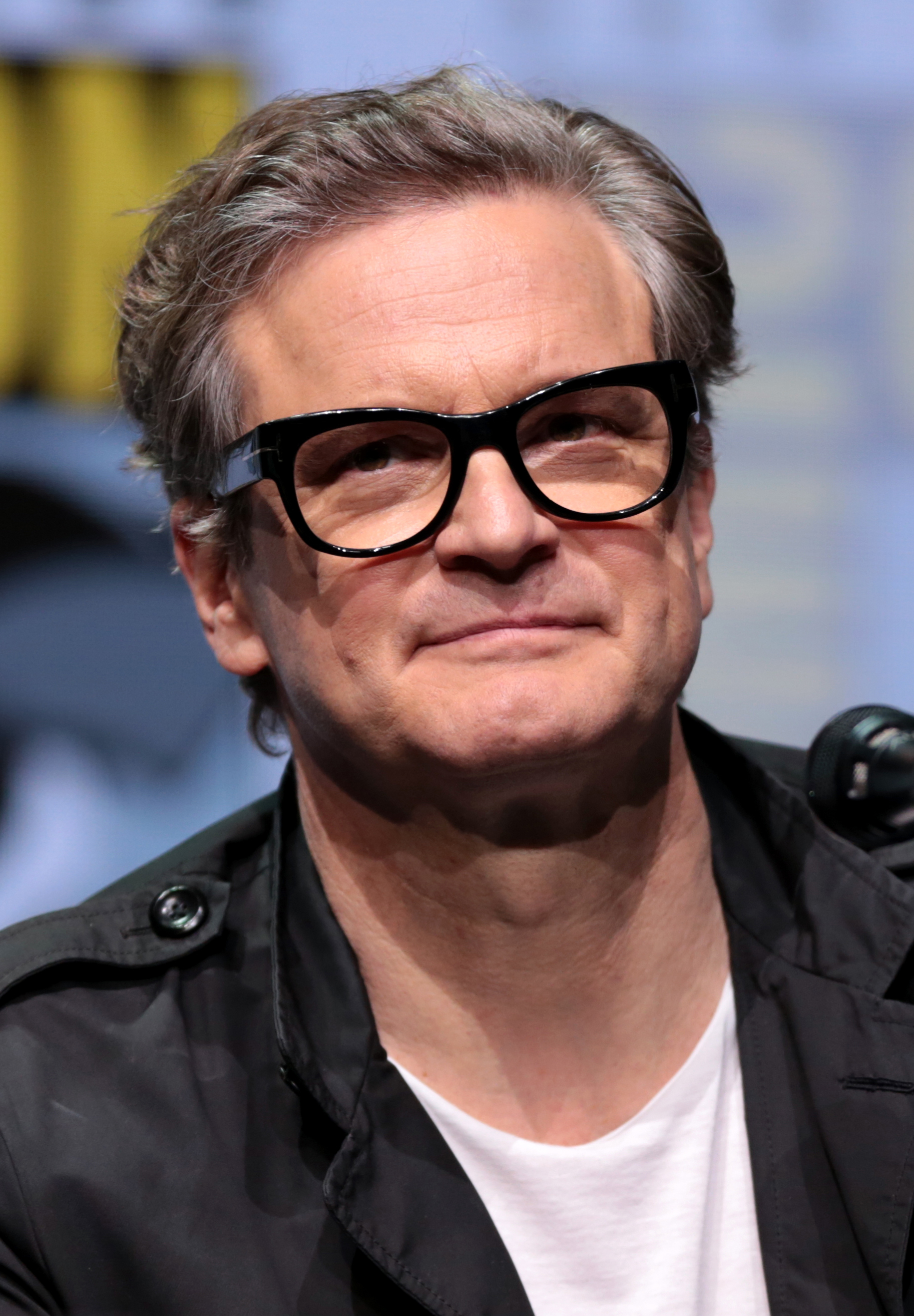
Colin Firth
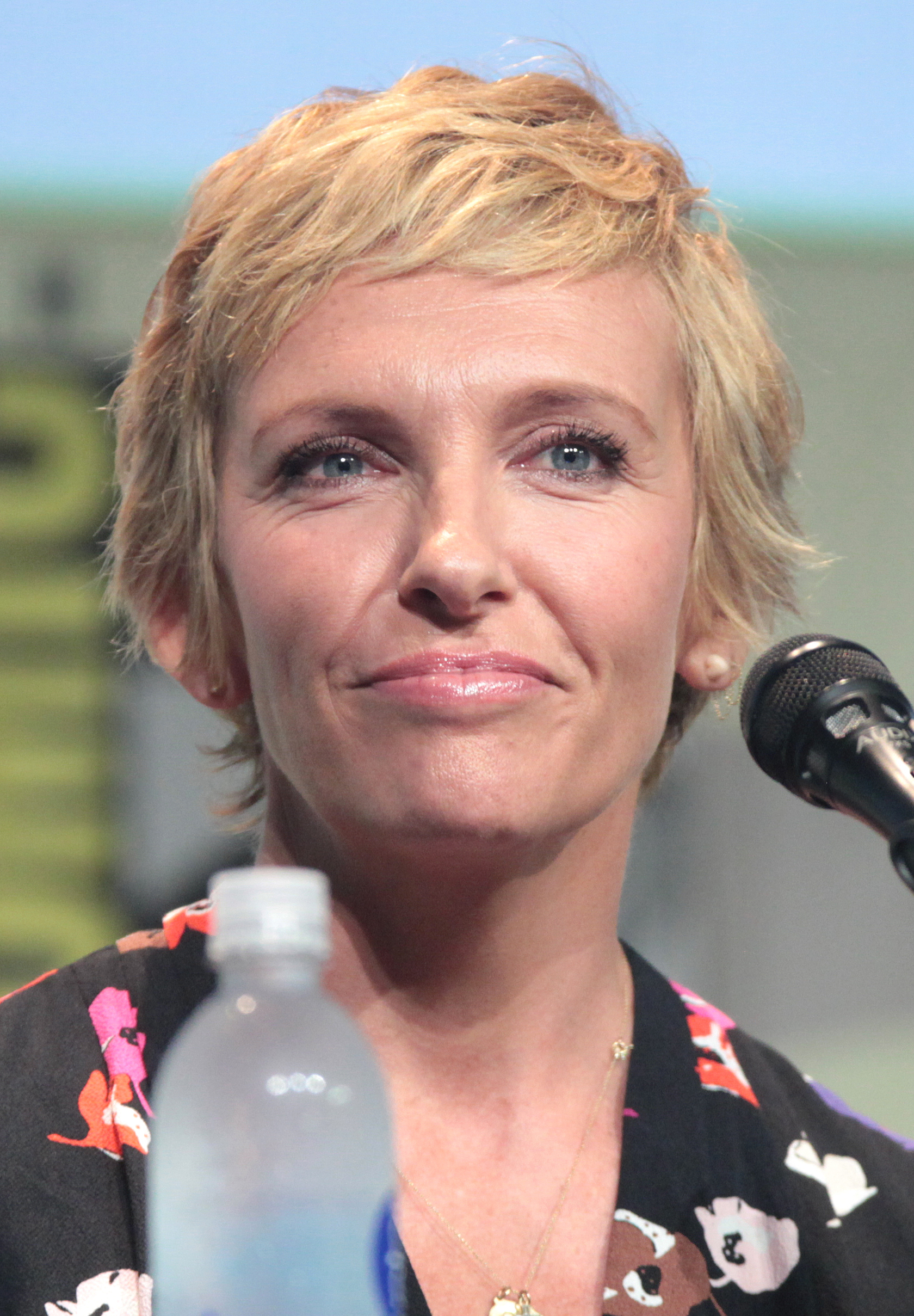
Toni Collette
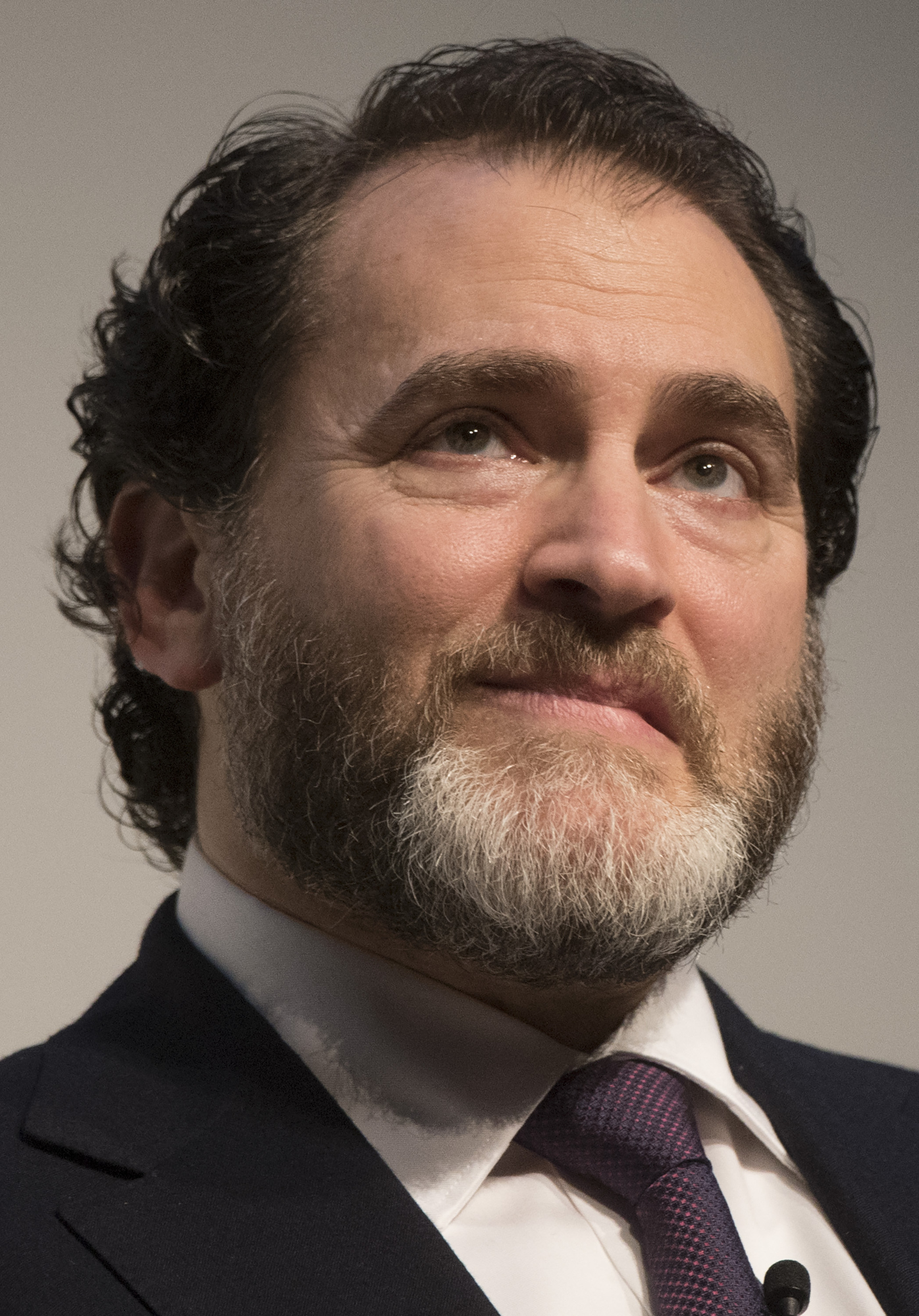
Michael Stuhlbarg
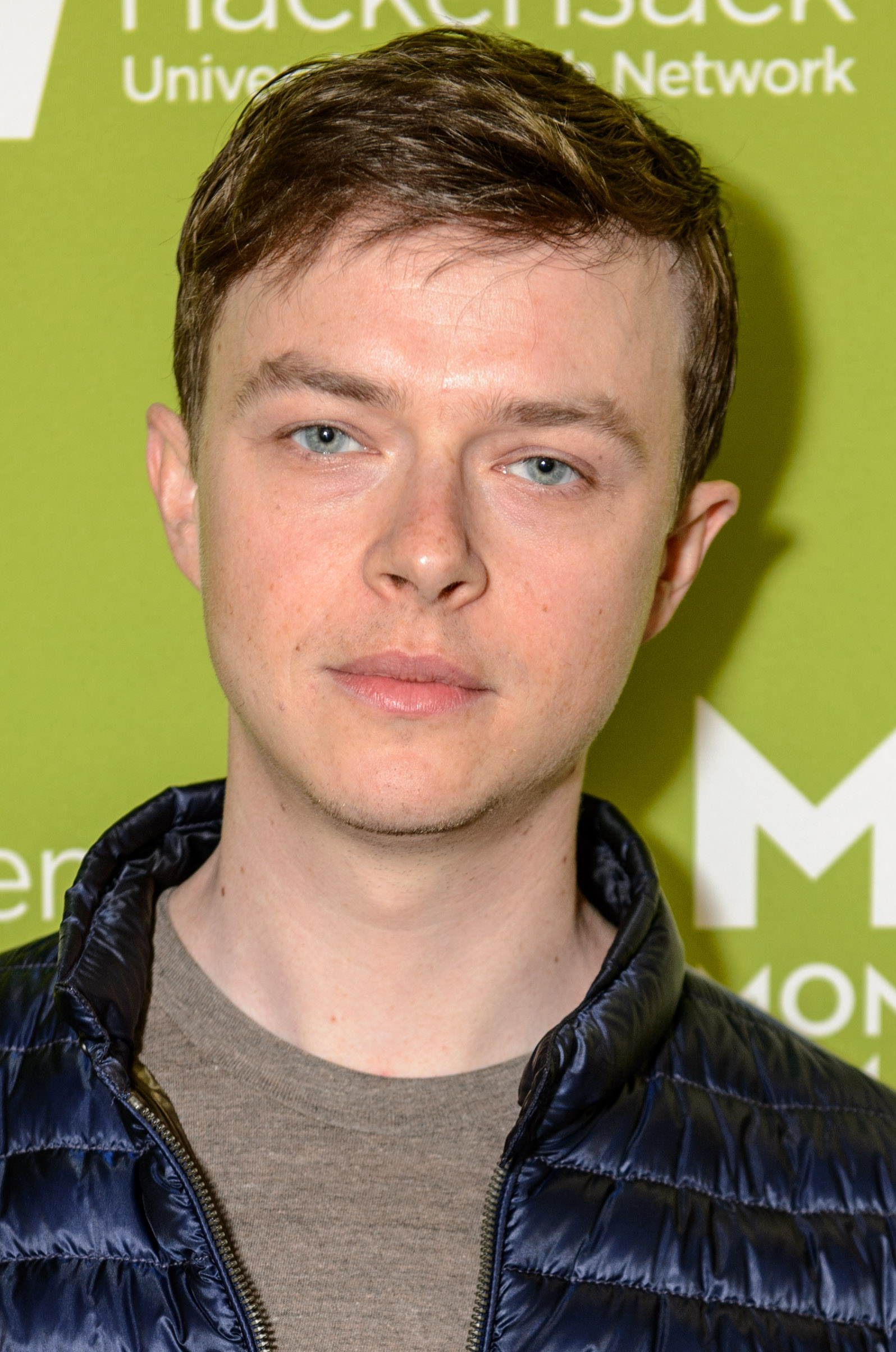
Dane DeHaan
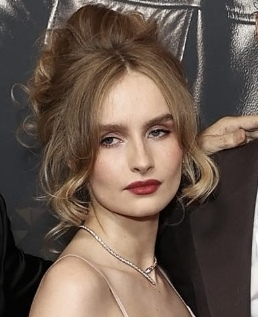
Olivia DeJonge
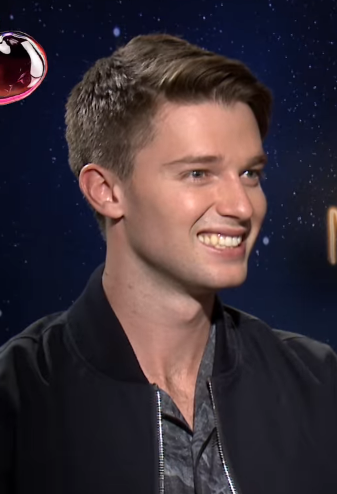
Patrick Schwarzenegger
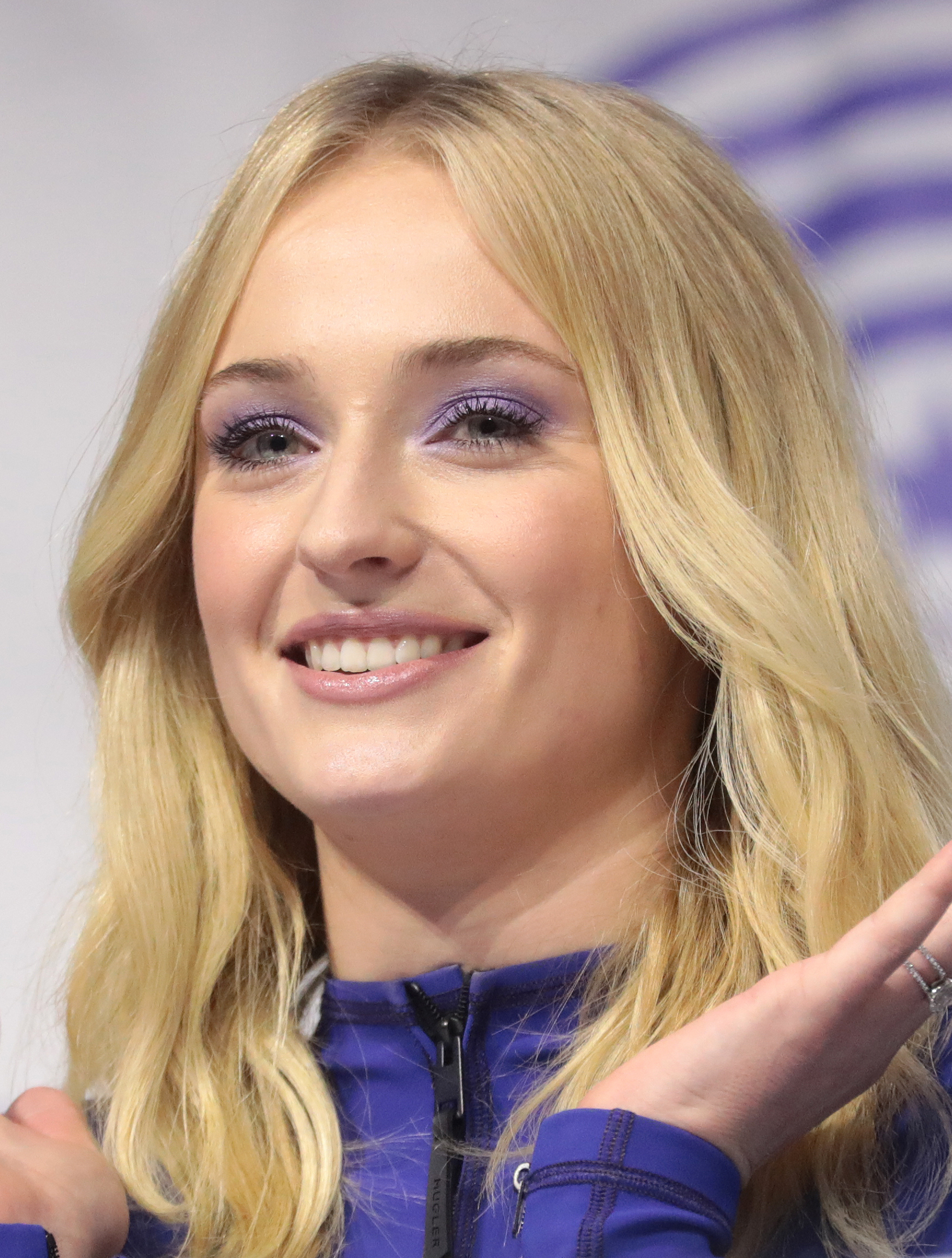
Sophie Turner
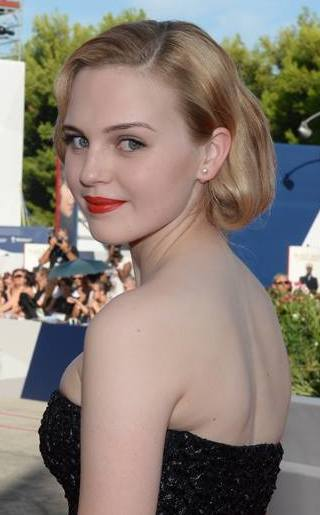
Odessa Young
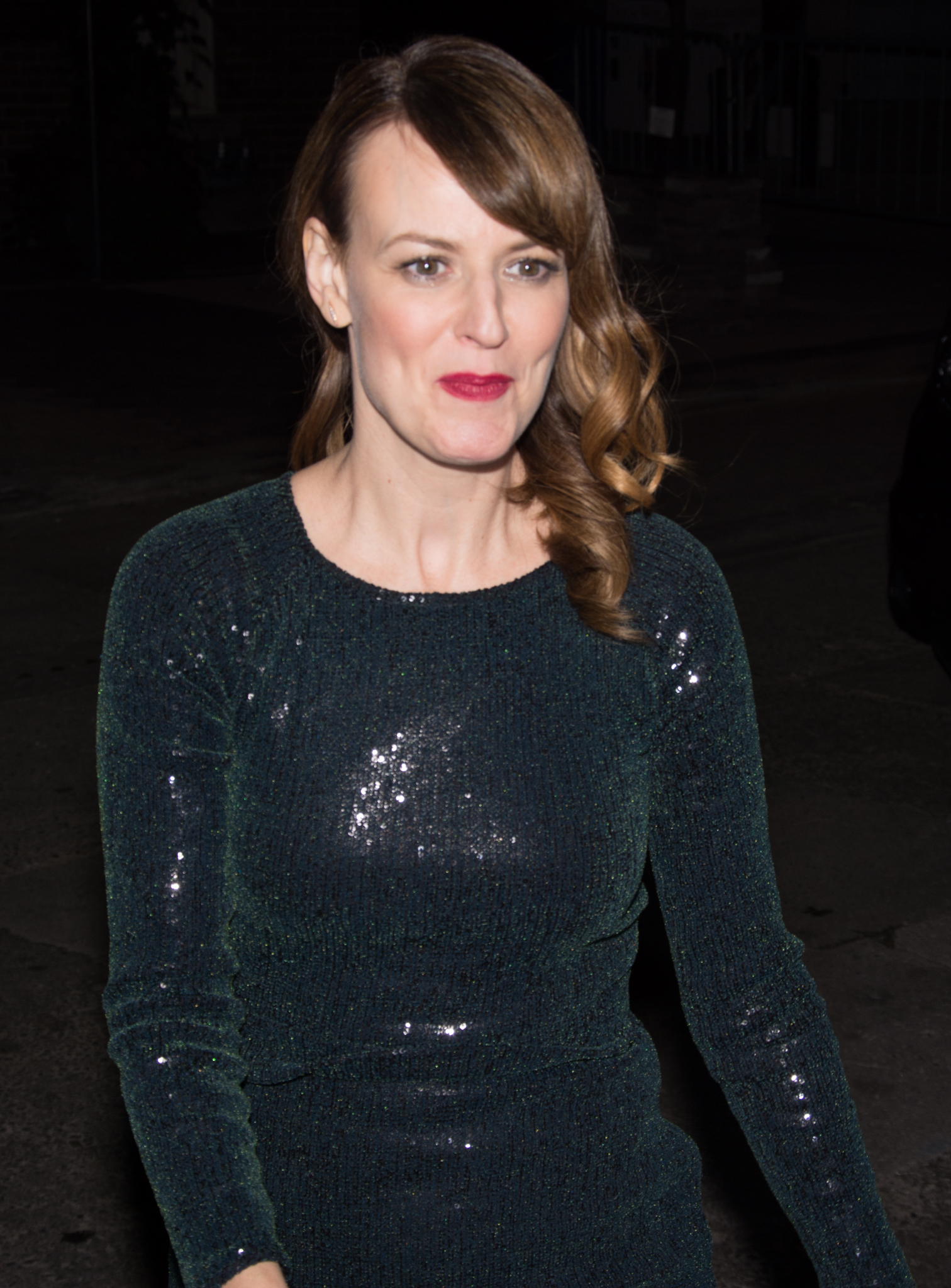
Rosemarie DeWitt
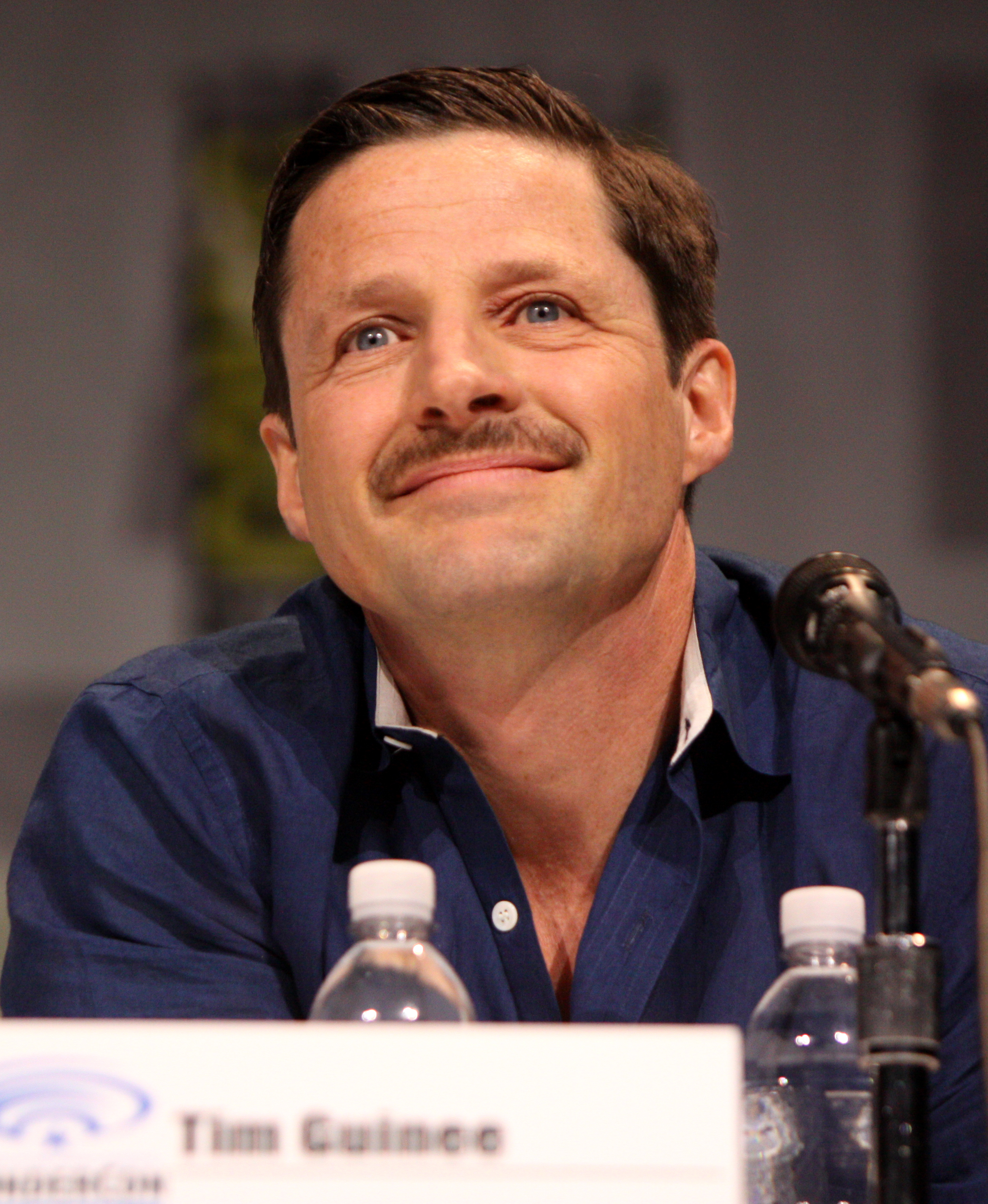
Tim Guinee
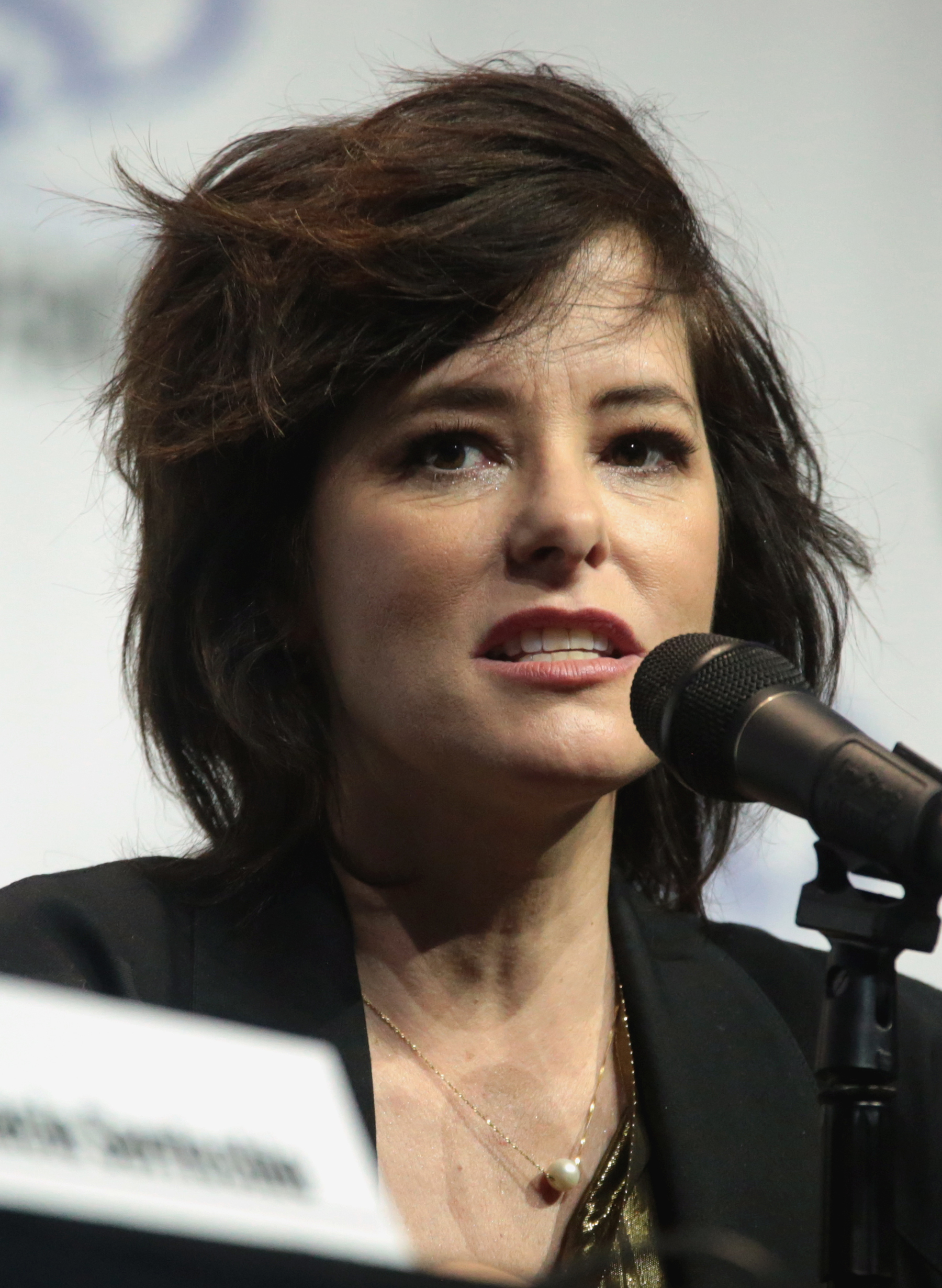
Parker Posey
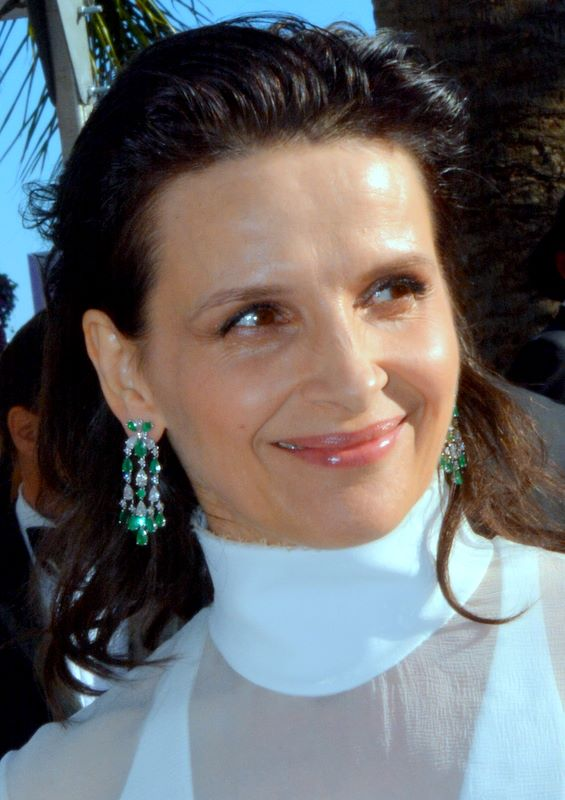
Juliette Binoche

### Ricorrenti
- Larry Pollard, interpretato da Joel McKinnon Miller.
Avvocato, amico e vicino di casa dei Peterson.
- Lori Campbell, interpretata da Maria Dizzia, doppiata da Giò Giò Rapattoni.
Sorella di Kathleen e Candace.
- Dott.ssa Deborah Radisch, interpretata da Susan Pourfar, doppiata da Laura Romano.
Medico legale che esegue l'autopsia sul corpo di Kathleen.
- Tom Maher, interpretato da Justice Leak, doppiato da Alessandro Rigotti.
Legale di Michael.
- Ron Guerette, interpretato da Robert Crayton
- Jim Hardin, interpretato da Cullen Moss, doppiato da Sandro Acerbo.
Procuratore della contea di Durham.
- Art Holland, interpretato da Cory Scott Allen
- Fred Atwater, interpretato da Jason Davis.
Primo marito di Kathleen e padre di Caitlin.
- Bruce Campbell, interpretato da Ryan Lewis.
Marito di Lori.
- Becky, interpretata da Hannah Pniewski.
Moglie di Clayton.
- Mark Zamperini, interpretato da Kevin Sizemore.
Marito di Candace.
- Patricia Sue “Patty” Peterson, interpretata da Trini Alvarado, doppiata da Sabrina Duranti.
Prima moglie di Michael e madre di Todd e Clayton.
- Devon, interpretata da Daniela Lee
- Sonya Pfeiffer, interpretata da Teri Wyble
- Denis Poncet, interpretato da Frank Feys
- Gaultier, interpretato da Jean-Luc McMurtry.
Assistente curatore di Sophie.
- Agnes Schaffer, interpretata da Monika Gossmann
Ex babysitter di Margaret e Martha.
- Dennis Rowe, interpretato da Morgan Henard, doppiato da Emiliano Coltorti.
Fioraio e primo escort di Michael.
- Margaret Blair, interpretata da Deena Wade, doppiata da Antonella Giannini.
Sorella di Elizabeth Ratliff e zia di Margaret e Martha che vive in Germania.

## Produzione

### Sviluppo
La serie è un progetto di passione di Antonio Campos, che iniziò a sviluppare una sceneggiatura della docuserie The Staircase nel 2008. Il 21 novembre 2019 è stato annunciato che Annapurna Television iniziò a sviluppare il progetto e venderlo a emittenti via cavo e servizi di streaming. Campos fu assunto come sceneggiatore e produttore esecutivo insieme a Harrison Ford. Il 22 settembre 2020, durante un’intervista riguardo al suo nuovo film Le strade del male con Rian Johnson per Interview Magazine, Campos rivelò che HBO Max si assicurò il progetto. Il 31 marzo 2021 HBO Max ordinò una miniserie consistente in otto puntate, con Campos come showrunner e regista di sei puntate e Maggie Cohn come sceneggiatrice e produttrice esecutiva. In aggiunta, Ford non era più coinvolto.

### Riprese
La lavorazione della miniserie è iniziata il 7 giugno 2021 ad Atlanta e si è conclusa nel novembre dello stesso anno.

## Accoglienza
Sull'aggregatore di recensioni Rotten Tomatoes la miniserie ottiene il 95% delle recensioni professionali positive, con un voto medio di 7,80 su 10 basato su 56 critiche, mentre su Metacritic ha un punteggio di 80 su 100 basato su 28 recensioni.

## Riconoscimenti
- 2022 – Premio Emmy[10]
  - Candidatura per il miglior attore protagonista in una miniserie, serie antologica o film TV a Colin Firth
  - Candidatura per la miglior attrice protagonista in una miniserie, serie antologica o film TV a Toni Collette
- 2023 – Golden Globe[11]
  - Candidatura per il miglior attore protagonista in una mini-serie o film per la televisione a Colin Firth